# Gaslight
Gaslight (bra: À Meia-Luz; prt: Meia-Luz) é um filme estadunidense de 1944, dos gêneros suspense-mistério e romance gótico, dirigido por George Cukor, baseado na peça teatral de Patrick Hamilton.

## Sinopse
Paula Alquist conhece o experiente Gregory Anton e, depois de um curto namoro, acabam por se casar e passam duas semanas em lua-de-mel na Itália, onde Paula estuda ópera.
De volta a Londres, o casal muda-se para o lar de uma tia de Paula, antiga e famosa estrela de ópera que fora assassinada misteriosamente - sendo que Paula foi quem encontrou o seu corpo, ainda criança. Além do casal, residem na casa as empregadas Elizabeth Tompkins, que preparou as refeições para a família durante muitos anos, e Nancy Oliver, uma empregada que se atira constantemente a Gregory desde sua contratação.

## Elenco
- Ingrid Bergman .... Paula Alquist
- Charles Boyer .... Gregory Anton
- Joseph Cotten .... Brian Cameron
- May Whitty .... Miss Thwaites
- Angela Lansbury .... Nancy Oliver

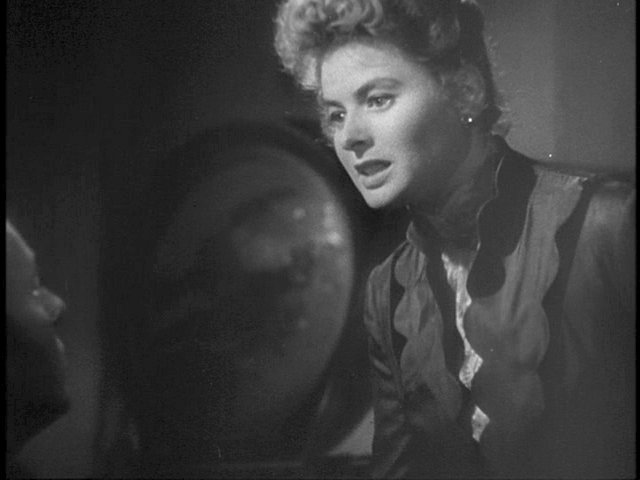
Ingrid Bergman em cena de "À Meia Luz"

- Barbara Everest .... Elizabeth Tompkins
- Emil Rameau .... Maestro Mario Guardi
- Edmund Breon .... General Huddleston
- Halliwell Hobbes .... Sr. Muffin
- Tom Stevenson .... Williams
- Heather Thatcher .... Lady Dalroy
- Lawrence Grossmith .... Lorde Dalroy

## Principais prêmios e indicações
Oscar 1945 (EUA)
- Venceu nas categorias de melhor atriz (Ingrid Bergman) e melhor direção de arte.
- Indicado nas categorias de melhor filme, melhor ator (Charles Boyer), melhor atriz coadjuvante (Angela Lansbury), melhor roteiro e melhor fotografia - preto e branco.

Globo de Ouro 1945 (EUA)
- Venceu na categoria de melhor atriz - drama (Ingrid Bergman).